# Francis Smerecki
Francis Smerecki (Le Mans, 25 luglio 1949 – 7 giugno 2018) è stato un calciatore e allenatore di calcio francese, di ruolo centrocampista.

## Carriera

### Giocatore
Ha giocato nella massima serie del campionato francese con Laval e Paris FC.

### Allenatore
Ha allenato in massima serie il Valenciennes, il Guingamp e il Le Havre, prima di diventare un tecnico federale e allenate per vari anni le Nazionali giovanili francesi. In particolare, ha guidato la Nazionale Under-20 ai Mondiali di categoria del 2011.

## Palmarès

### Allenatore

#### Club

##### Competizioni nazionali
- Ligue 2: 1

Valenciennes: 1991-1992

##### Competizioni internazionali
- Coppa Intertoto UEFA: 1

Guingamp: 1996

#### Individuale
- Allenatore francese dell'anno: 1

1995